# Dorsa Cato

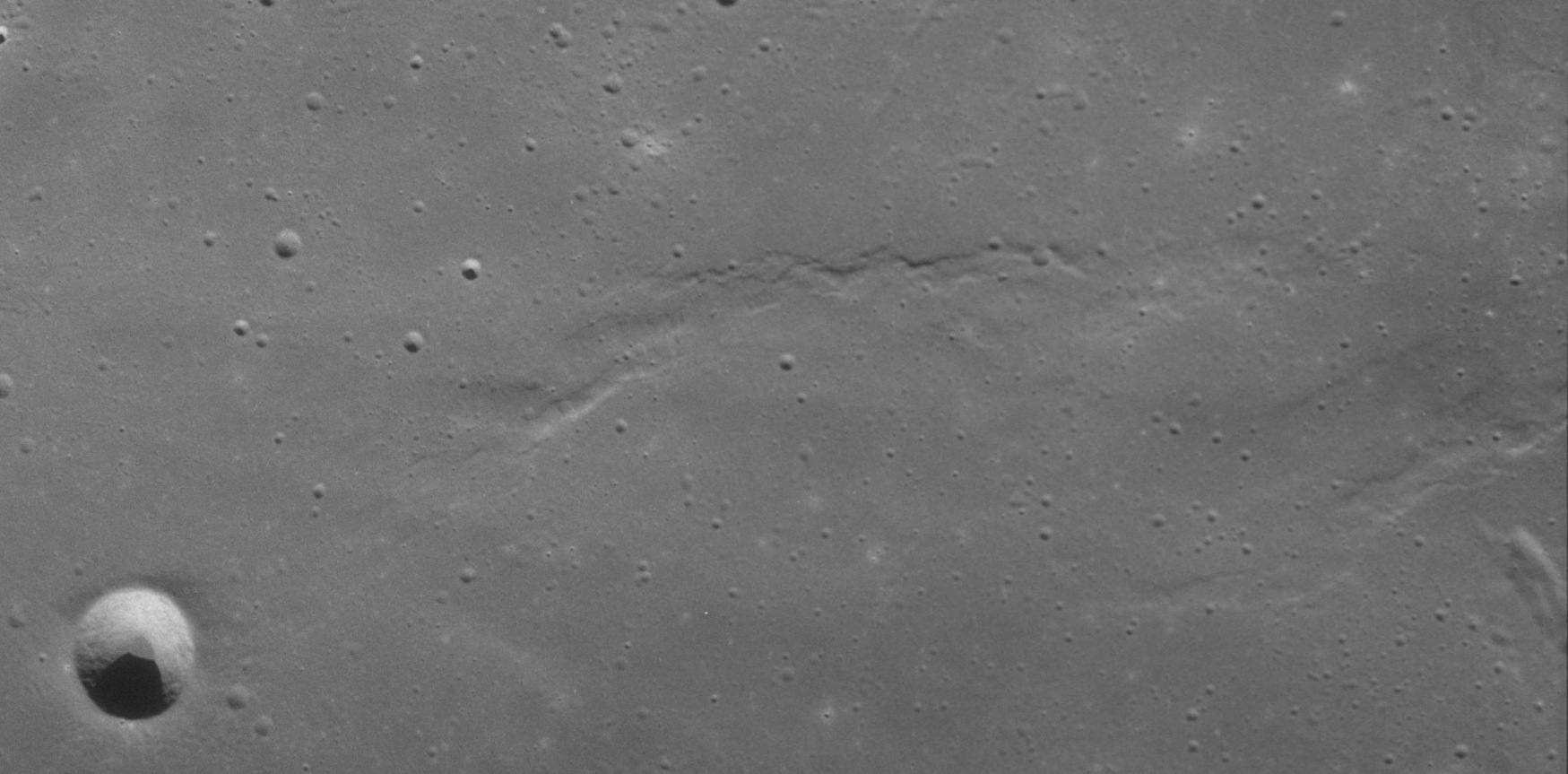

Dorsa Cato – grupa grzbietów na powierzchni Księżyca  o średnicy około 140 km. Dorsa Cato znajduje się na współrzędnych selenograficznych ☾ 1,0°N 47,0°E/1,000000 47,000000 na obszarze Mare Fecunditatis.
Nazwa grzbietu została nadana w 1976 roku przez Międzynarodową Unię Astronomiczną i pochodzi od Katona Starszego (234-149 p.n.e.), rzymskiego mówcy, polityka i pisarza.